# Skøll Skiff Bokaal
De Skøll Skiff Bokaal is een roeicompetitie voor skiffs (1x). De bokaal werd aangeboden door Skøll voor de beste mannelijke en vrouwelijke deelnemer. op elke wedstrijd zijn punten te verdienen voor de positie in de eindklassering van de wedstrijd.
Sinds 2019 valt de bokaal onder de NSRF/KNRB Competitie Commissie Senioren, hier zijn de actuele wedstrijden, bepalingen en standen te vinden.

## Wedstrijden die oorspronkelijk meetelden voor de bokaal
| Wedstrijd:                             | Waar:                                          | Afstand:            | Type:          |
| - Skiffhead                            | Amstel, Ouderkerk aan de Amstel naar Amsterdam | 4000m               | Head-wedstrijd |
| - SkøllCup                             | Bosbaan, Amsterdam                             | 2000m               | Baanwedstrijd  |
| - Heineken Okeanos Competitie Tweekamp | Bosbaan, Amsterdam, Amsterdam                  |                     |                |
| - Proteus-Eretes in 't Lang            | Delftse Schie, Delft                           | 4,5 km              | Head-wedstrijd |
| - Euros Drienerlo Regatta              | Twentekanaal, Drienerlo                        | 1500m en 450m       | Head-wedstrijd |
| - Asopos Driekamp                      | Leiderdorp                                     | 250m, 500m en 1500m | head-wedstrijd |
| - Orca Competitie Slotwedstrijden      | Bosbaan, Amsterdam                             | 2000m               | Baanwedstrijd  |

## Wedstrijden die vroeger mee hebben geteld voor de bokaal
| Wedstrijd:                    | Waar:                                          | Afstand:                   | Type:          |
| - Akersloot-Alkmaar Race      | Noordhollandsch Kanaal, Akersloot naar Alkmaar | 6,5 km (H1x) of 5 km (D1x) | Head-wedstrijd |
| - Okeanos Competitie Toernooi | Bosbaan, Amsterdam                             | 1000m en 2000m             | Baanwedstrijd  |

Alle nformatie en uitslagen zijn te vinden op de NSRF website.